# 줄리아나 란치치
줄리아나 란치치(Giuliana Rancic, 1974년 8월 17일 ~ )는 미국의 연예 리포터, 방송인이다.